# Kungsmarken
För naturreservatet i Lunds kommun, se Kungsmarkens naturreservat.
Kungsmarken är ett stort bostadsområde i Karlskrona där bebyggelsen mestadels består av lägenheter. Bostadsområdet hade 2016 cirka 2 600 invånare fördelade i tre hus, tidigare benämnda A-huset, B-huset och C-huset.

## Historia
Området hette tidigare "Yttre Wämö". Det nuvarande namnet sägs komma av att Gustav III en gång övernattade på en bondgård på bergets topp. Detta fanns länge beskrivet på en stor sten som tyvärr försvunnit. Förmodligen kom stenen att användas som fyllnadsmaterial då järnvägen drogs genom området och då Gullberna station anlades (denna byggnad nedmonterades i slutet av 1990-talet). 
Under 1900-talets första hälft var Kungsmarken rekreationsområde för Karlskronas invånare. År 1961 anlades Sunnadalskolan i den närbelägna dalen, Sunnadal, varpå Kungsmarken blev ett tillhåll för röksugna elever. År 1968 uppfördes det första bostadshuset (tidigare A-huset) i enlighet med den tidens miljonprogram. Detta fick en unik svängd form som också återfinns i det senare uppförda C-huset. Däremot då B-huset uppfördes som nummer två räckte inte pengarna riktigt ända fram utan den rundade formen ersattes med en sekvens av avfasade vinklar. A-huset är anmärkningsvärt långt och har därför en brandgång mitt i vilket resulterar i att huset egentligen består av två separata, men närliggande, byggnader.

## Allmänt
Området hade länge hög status. Det fanns ett eget torg med livsmedelsaffär, bibliotek, post, bank och dylikt. I mitten av 1970-talet fick man också en egen lågstadieskola, Kungsmarksskolan, och en kyrka, Kungsmarkskyrkan.
Med tiden har området, i likhet med många andra bostadsområden från miljonprogrammet, tyvärr fått ett sämre anseende. Länge fick de bruna byggnaderna förfalla men under 1990-talet tillkom utsmyckningar av bland andra Kjell Hobjer. I början av 2000-talet fick området också en rejäl upprustning med nya entréer, ny puts på fasaderna, nya namn på husen och C-huset fick också en ny privat ägare (övriga hus ägs fortfarande av kommunala Karlskronahem).
Förutom vanliga hyreslägenheter inhyser husen också en flyktingförläggning, studentbostäder och bostäder för militär personal. En av dem som bott (om än under mycket kort tid) i detta område är prins Carl Philip.
Moskén i Kungsmarken är en av tre moskéer i Sverige som har tillstånd att spela högtalarutsända böneutrop varje fredag, tillsammans med moskén i Fittja i Botkyrka samt moskén i Araby i Växjö. Det första böneutropet hördes den 17 november 2017 från moskéns minaret.